# Giro del Friuli
El Giro del Friuli es una carrera ciclista profesional italiana de un solo día que se disputa en el Friul, en el mes de marzo. 
Creada en 1974, en 1991 sirvió para la disputa del Campeonato de Italia en Ruta y fue ganado por Gianni Bugno. No se organizó entre 2005 y 2008 reapareciendo en el calendario ciclista en 2009 en la categoría 1.1 de la UCI Europe Tour.
El ciclista que más veces se ha impuesto es el italiano Guido Bontempi, con tres victorias, dos de ellas consecutivas.

## Palmarés

### Masculino
| Año                               | Ganador              | Segundo                  | Tercero             |
| --------------------------------- | -------------------- | ------------------------ | ------------------- |
| 1974                              | Luciano Borgognoni   | Luigi Castelletti        | Davide Boifava      |
| 1975                              | Roberto Poggiali     | Gianbattista Baronchelli | Giovanni Battaglin  |
| 1976                              | Franco Bitossi       | Enrico Paolini           | Francesco Moser     |
| 1977                              | Giuseppe Saronni     | Walter Riccomi           | Angelo Tosoni       |
| 1978                              | Roger de Vlaeminck   | Giuseppe Saronni         | Valerio Lualdi      |
| 1979                              | Francesco Moser      | Roger de Vlaeminck       | Pierino Gavazzi     |
| 1980                              | Claudio Corti        | Luciano Loro             | Geir Digerud        |
| 1981                              | Wladimiro Panizza    | Marino Amadori           | Giuseppe Saronni    |
| 1982                              | Guido Bontempi       | Giuseppe Saronni         | Luigi Ferreri       |
| 1983                              | Francesco Moser      | Giovanni Battaglin       | Bruno Leali         |
| 1984                              | Claudio Corti        | Giuseppe Passuello       | Ennio Salvador      |
| 1985                              | Franco Chioccioli    | Francesco Moser          | Johan van der Velde |
| 1986                              | Gianni Bugno         | Claudio Corti            | Harald Maier        |
| 1987                              | Guido Bontempi       | Bruno Leali              | Roberto Pagnin      |
| 1988                              | Guido Bontempi       | Davide Cassani           | Stefano Colagè      |
| 1989                              | Lech Piasecki        | Maurizio Fondriest       | Roberto Gusmeroli   |
| 1990                              | Leonardo Sierra      | Urs Zimmermann           | Claudio Chiappucci  |
| 1991                              | Gianni Bugno         | Franco Chioccioli        | Claudio Chiappucci  |
| 1992                              | Alessandro Giannelli | Marco Lietti             | Luc Roosen          |
| 1993                              | Piotr Ugriúmov       | Claudio Chiappucci       | Moreno Argentin     |
| 1994                              | Vladímir Pulnikov    | Rolf Sørensen            | Mario Chiesa        |
| 1995                              | Dmitri Konyschew     | Francesco Frattini       | Rodolfo Massi       |
| 1996                              | Andrei Teteriouk     | Aleksandr Shefer         | Marco Zen           |
| 1997 edición no realizada         |                      |                          |                     |
| 1998                              | Francesco Arazzi     | Endrio Leoni             | Giancarlo Raimondi  |
| 1999                              | Davide Rebellin      | Ivan Basso               | Danilo Di Luca      |
| 2000 edición no realizada         |                      |                          |                     |
| 2001                              | Denis Lunghi         | Guido Trenti             | Ellis Rastelli      |
| 2002                              | Franco Pellizotti    | Davide Rebellin          | Gilberto Simoni     |
| 2003                              | Joseba Albizu        | Leonardo Scarselli       | Sergio Barbero      |
| 2004                              | Michele Gobbi        | Franco Pellizotti        | Andrea Moletta      |
| 2005-2008 ediciones no realizadas |                      |                          |                     |
| 2009                              | Mirco Lorenzetto     | Grega Bole               | Manuel Belletti     |
| 2010                              | Roberto Ferrari      | Jacopo Guarnieri         | Enrico Rossi        |
| 2011                              | José Serpa           | Pável Brutt              | Nicki Sørensen      |

Nota: La edición 1991 fue también válida como carrera del Campeonato de Italia en Ruta

### Femenino
| Año  | Ganadora               | Segunda                | Tercera                 |
| ---- | ---------------------- | ---------------------- | ----------------------- |
| 1987 | Maria Canins           |                        |                         |
| 1988 | Maria Paola Turcutto   |                        |                         |
| 1989 | Maria Canins           |                        |                         |
| 1990 | Roberta Bonanomi       |                        |                         |
| 1991 | Daniela Curlo          |                        |                         |
| 1992 | Alessandra Cappellotto |                        |                         |
| 1993 | Fabiana Luperini       | Alessandra Cappellotto | Maria Paola Turcutto    |
| 1994 | Michela Fanini         | Luisa Pegoraro         | Cinzia Faccin           |
| 1995 | Nada Cristofoli        | Valeria Cappellotto    | Sigrid Corneo           |
| 1996 | Imelda Chiappa         | Nada Cristofoli        | Cinzia Faccin           |
| 1997 | Edita Pučinskaitė      | Roberta Bonanomi       | Tatiana Stiajkina       |
| 1998 | Gabriella Pregnolato   | Zinaïda Stahúrskaia    | Antonella Bellutti      |
| 1999 | Pia Sundstedt          | Gabriella Pregnolato   | Lucia Pizzolotto        |
| 2000 | Zinaïda Stahúrskaia    | Simona Parente         | Katia Longhin           |
| 2001 | Arenda Grimberg        | Zinaïda Stahúrskaia    | Lara Ruthven            |
| 2002 | Zinaïda Stahúrskaia    | Rosalisa Lapomarda     | Jolanta Polikeviciute   |
| 2003 | Zinaïda Stahúrskaia    | Edita Pučinskaitė      | Oenone Wood             |
| 2004 | Nicole Brändli         | Valentina Polkhanova   | Svetlana Bubnenkova     |
| 2005 | Giorgia Bronzini       | Monia Baccaille        | Katia Longhin           |
| 2006 | Fabiana Luperini       | Olga Sliússareva       | Karin Aune              |
| 2007 | Martina Corazza        | Giorgia Bronzini       | Mette Fischer Andreasen |
| 2008 | edición no realizada   |                        |                         |
| 2009 | Tatiana Guderzo        | Ruth Corset            | Fabiana Luperini        |

## Palmarés por países
| País       | Victorias |
| ---------- | --------- |
| Italia     | 23        |
| Bélgica    | 1         |
| España     | 1         |
| Kazajistán | 1         |
| Letonia    | 1         |
| Polonia    | 1         |
| Rusia      | 1         |
| Ucrania    | 1         |
| Venezuela  | 1         |
| Colombia   | 1         |

| País         | Victorias |
| ------------ | --------- |
| Italia       | 15        |
| Bielorrusia  | 3         |
| Lituania     | 1         |
| Finlandia    | 1         |
| Países Bajos | 1         |
| Suiza        | 1         |